# 게이힌 급행 전철 2100형 전동차
게이힌 급행 전철 2100형 전동차는 1998년 3월 28일부터 운행하고 있는 게이힌 급행 전철의 전동차다.

## 개요
게이큐 본선과 구리하마 선에서 쾌특 등급으로 사용되고 있던 2000형의 대체 차량으로 제조되었으며, 8량편성 10편성(80량)이 재적되어 있다. 게이힌 급행 전철 창립 100주년을 기념하며, 21세기를 향한다는 의미에서 2100이라는 숫자가 붙여졌다. 본형식의 도입에 의해 2000형은 3도어화로의 격하 개조를 받아 1000형이나 700형을 이적하고, 사실상 구형 차량의 교체용으로서 제조되었다고도 말할 수 있다.
본형식에서는 차내 거주성의 향상을 중시하여 코스트 다운과 보수 저감·차량 성능의 향상 때문에 주제어기·주전동기, 좌석이나 좌석표지에 외국제품을 많이 도입한 차량이다. 차체는 알루미늄 합금제로 중간차는 기본의 연결면간 거리 18,000mm이나 선두차는 이것보다 170mm 긴 18,170mm로 했다. 측면의 출입문은 측면 2도어 구조로 양단 1,200mm 도어폭이다.
주로 게이힌 급행 전철 노선 내에서 ‘쾌특’ 등급으로 사용되어 특급형 차량으로 분류되기도 한다. 차체는 알루미늄 합금으로 전장은 약 18미터이며 한 쪽에 문이 2개씩 있다.
특별한 상황이 없는 한 이하의 문중에서는 각종 문헌에 모방해, 케이큐 본선상에서 남쪽을 '우라가 기' 또는 '우라가 방향', 북측을 '시나가와 기' 또는 '시나가와 방향', 동쪽을 '해측', 서쪽을 '산측'이라고 부른다. 편성 번호는 우라가 방향 선두차의 차량 번호로 대표한다. 또한 '신1000형'은 2002년 등장의 1000형(2대), '1000형'은 1959년 등장의 1000형(초대), '700형'은 1967년 등장의 700형(2대), '600형'은 1994년 등장의 600형(3대)을 가리키는 것으로 한다.
차량의 약호는 '8E'다.

## 외부
선두차의 전두부는 600형을 기본으로 디자인되었다. 차량은 빨강을 기본으로, 창 주변은 아이보리로 도색되어 있다. 이 중 2157편성은 600형 606편성과 같이 차체의 도색을 파랑으로 변경하여 ‘KEIKYU BLUE SKY TRAIN’ 제2편성으로서 2005년 6월 11일부터 운행을 시작했다.
선두부 전면창 아래에 아이보리로 도색된 와이퍼 커버에는 형식명(2100)이 슬릿 모양으로 뚫려 있다. 이것은 병결·분할 작업을 할 때 슬릿을 통해 연결기를 볼 수 있도록 한 것이다. 처음에는 와이퍼 커버에 차량 번호를 나타냈으나, 1998년 가을에 모든 편성을 형식명인 2100을 나타내도록 통일하였다. 각 선두차 전면에 있는 차량 번호 표시는 1999년까지는 비상문 옆 후미등 케이스 위에 은색 스티커로 4자리 모두를 표시했으나, 2000년부터 도입된 3차분 차량부터 비상문 창 아래에 검은 글씨로 끝 2자리만을 표기하였고 기존에 도입된 차량도 모두 이 형식으로 통일되었다.
1500형 알루미늄차와 600형에서 채용한 LED 표시등은 경년 변화에 의한 조도 저하가 현저하고, 또 전구의 수명도 늘어난던터라 미등, 급행등 및 호폐등이 2등의 전구가 되었다. 미등과 급행등의 위치는 4차차로 역전하여 그 이전의 편성도 변경했다. 행선지 표시기는 자막식에서, 당초는 검은 천에 백문자 표기였지만, 그 후에 전차량이 로마자 병기의 흰 바탕에 이쑤시개 표기식으로 변경했다. 차량간에는 새롭게 전락 방지막이 설치되었다.

## 내부
내장의 컨셉은 Casual＆Free/'젊은이와 자연의 에리어'라고 하여 녹아내릴만큼 편안한 승차감, 소프트하고 쉬운, 깊게 투명한 객실 공간을 연출했다.
차내는 희미한 호박색의 대리석 모양 화장판 부착으로 하여 연결면의 처면은 희미한 퍼플계의 화장 시트 마무리로 했다. 휠체어 스페이스는 선두차의 승무원실 차상의 출입문 직후에 설치하고 있다.
천정부는 FRP제의 곡면 천정 구성으로 보조 송풍기는 없고, 공조 송풍구만 설치하였다. 차내 형광등에는 아크릴제 커버 부착 형광등을 사용하고 있다.
측면 창, 출입문

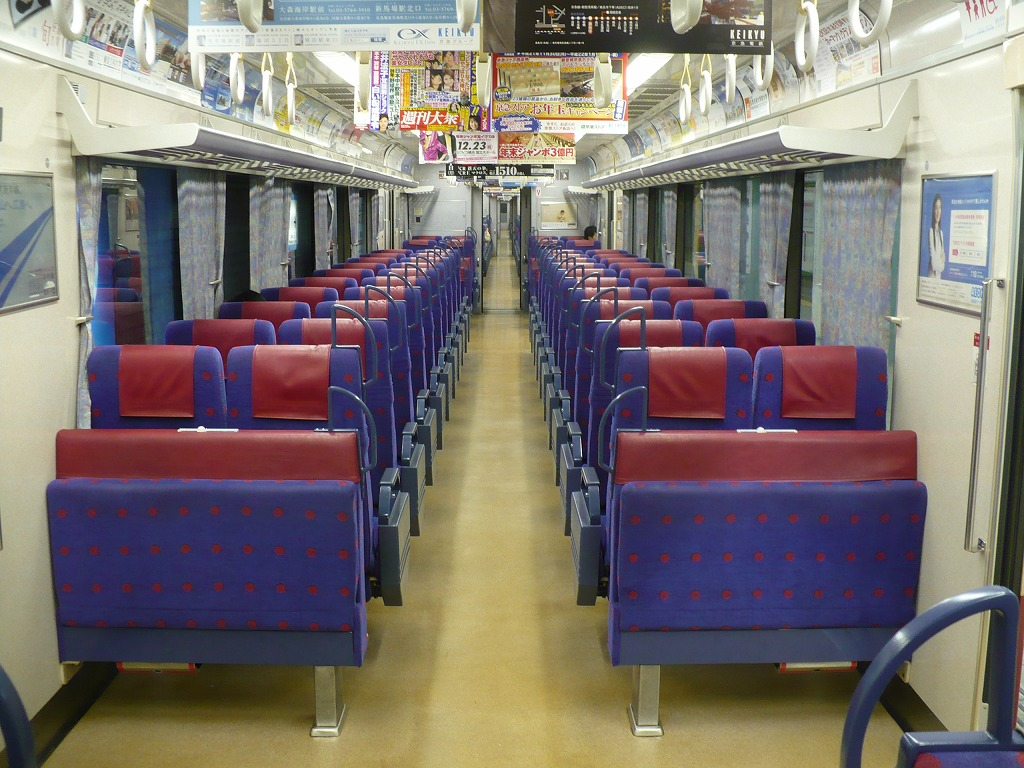
크로스시트가 배열된 차내

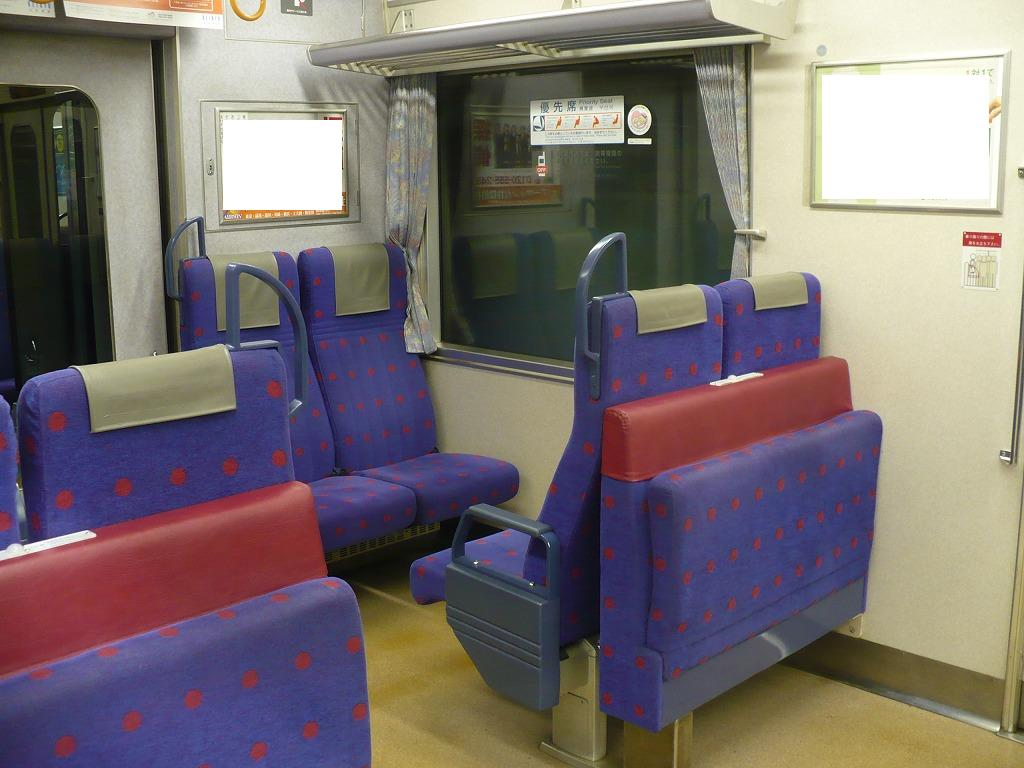
차단부의 고정 의자와 보조 의자(수납 상태）

측창은 모두 농색그레이의 열선 흡수·복층 유리 구성으로 하여 결로방지와 공조의 효율화를 위해 모두가 고정창이다. 측창은 천지 치수를 950mm로 크게 취해 한층 더 외판의 일체화를 도모하여 측면 유지보수성을 향상시키고 있다. 커튼에는 퍼플계색 니시진직의 미닫이식 플리츠 커튼을 설치했다. 덧붙여 모든 창이 고정식이기 때문에 비상시의 환기 문제로 각 차량에 2대의 배기부채를 설치하고 있다.
측면 출입문과 연결면 관통문은 경량화를 위해 페이퍼 허니컴 구조를 채용했다. 관통문은 각 연결면에 설치하고 있어 측면 출입문 대해서는 실내측은 화장판 완성에 도어 유리는 측면 창 같은 그레이의 복층 유리이다. 각 출입문 상부에는 게이큐의 첫채용이 되는 LED 문자 스크롤 표시에 의한 차내 안내 표시기를 설치하고 있다.
좌석
차내는 모든 좌석이 크로스시트로 구성되어 있으며 출입문 사이는 게이힌 급행 전철에서 처음으로 채용된 전환형 크로스시트, 차량 단부는 4인용 박스 시트이다. 공항 연결 열차에 사용될 것을 대비하여 박스 시트는 의자를 올리고 짐을 둘 수 있는 구조로 되어 있다.
공항 연락 열차에 사용하는 것을 고려하여 일부의 고정 좌석은 착석면을 올려 짐칸으로 할 수 있는 구조가 되고 있다. 도어간의 좌석은 노르웨이 에크네스사(Georg Eknes)제, 좌석표지는 스웨덴 보게산즈사(Bogesunds)제이다. 좌석은 모두 유리색(감색계)에 암적색(적색)의 물방울 무늬들이 쟈가드 방직(모양들이)으로 베개는 일반석이 적색, 우선석은 회색계로 구별하고 있다.
전환 크로스시트는 좌석을 마주보게 하여 사용하지 않을 것을 전제로 설치되어 시트 피치는 850mm이다. 운행 중에는 한 쪽으로 방향이 고정되어 승객이 방향을 바꿀 수 없도록 되어 있다. 좌석의 전환은 공기압에 의한 일괄 전환식을 채용하고 있어 시발역에서 차장의 스위치 조작에 의해 진행 방향으로 좌석의 방향을 맞춘다. 종착역 도착시 도착 홈에서 그대로 출발하는 경우에도 하차 취급의 출입문을 닫고 좌석 전환 후 승차 취급을 하는 조치가 취해지고 있다. 도입 직후 좌석의 방향을 억지로 바꾸려고 한 승객이 좌석을 파손한 사례가 생겼기 때문에 그 후 좌석의 베개에 '의자의 방향은 바꿀 수 없습니다'라고 표시하게 되었다.
전환 크로스시트는 간토의 대기업 사철에서는 유일한 것으로 착석 승객들로부터는 호평을 얻고 있다. 그러나 좌석에 붙어있는 손잡이는 출입문 주변만의 설치로 통로도 좁기 때문에 입석 승객들의 평판은 좋지 않다. 또한 주괘와 손잡이의 형상은 2차차 증비시에 개량되어 그 후 1차차도 사양을 통일했다.
보조 좌석은 출입구와 전환 좌석을 나누는 벽으로서의 역할이 있다. 키는 고정되고 있어 착석면을 앞으로 꺼내는 형상이다. 승무원실에서의 조작으로 쇄정·해정이 가능하고, 혼잡시에는 고정되어 한산한 시간대에 꺼내 사용할 수 있다.
그 밖의 내용
2109 편성과 2133 편성에서는 무선 LAN에 의한 차내 영상 전달 실험이 2004년 10월부터 행해져 천정 부분에 1량 당 2기(4면)의 액정 디스플레이 '트레이닝 비전'이 설치되어 있다. 방송 내용은 NHK 뉴스(녹화)나 게이큐 연선 정보 등이다. 음성은 FM파(88.0MHz)로 차내에 송신되고 있어 휴대 라디오로 들을 수 있었다. 덧붙여 이 실험은 2009년 3월을 기해 종료되었다.
좌석 모켓의 손상이 현저해졌기 때문에 2007년 2월 2101편성에 모켓 교환이 실시되었다. 좌석의 모양은 종래와 같고, 동시에 보조 의자 사용 불가 램프가 2173편성과 같은 형태로 교체되었다. 그 후 검사에 맞춰 2109·2117·2125편성에도 같은 공사가 실시되었다.
승무원실
승무원실 내에는 베이지계의 배색, 운전대 계기판은 진한 회색의 색조이다. 계기판은 600형보다 60mm 낮게 하고, 특히 연결시에 있어서의 전방 하부의 시인성 향상을 도모했다. 주간 제어기는 T자형 원핸들식으로, 역행 1 - 5단 놋치·상용 제동 1 - 5단·대단으로 구성된다. 주간 제어기 오른쪽 단에는 비상시에 사용하는 '긴급 스위치'를 새롭게 설치했다.

## 전장품
제어장치는 독일·지멘스 사의 GTO 소자 'SIBAS32(시바스 32)'에 의한 VVVF 인버터 제어를 채용했다. 이 때문에 차내의 제조 스티커에는 제조회사 아래에 'Powered by SIEMENS'의 문구가 있다. 이것은 동일본 여객철도(JR동일본) E501계나 E2계의 일부에도 채용되고 있다. 출발시의 전동기 및 인버터 장치로부터 발생하는 구동음이 음계로 들리는 것이 특징이지만, 회생 제동의 실효 속도가 8 - 6km/h 전후로 높은데다 5 - 3km/h 전후인 E501계와 달리 정차시에는 음계가 들리지 않는다.
주제어기는 VVVF 인버터 장치, 필터 반응 장치, 단류기 등을 '트랙션 컨테이너'라고 불리는 박스로 통합한 구성으로 했다. 또한 이 제어장치는 벡터 제어나 슬립·슬라이드 제어(공전 활주 제어) 등 높은 정도의 토크 제어를 실시하여 높은 성능을 실현하고 있다.
- 주제어기 형식, G1450D1130/560형, 1C4M 제어
- 주전동기: TB2010-0 GC02형 유도 전동기(출력 190kW, 단자전압 1,050V, 전류 133A, 주파수 61Hz, 정격 회전수 1,800rpm: 모두 1시간 정격이 아닌 연속 정격치)
- 1:1 비율의 MT비로 고속 성능과 고가속도를 양립하기 위해 고출력의 3상 유도 전동기가 이용되고 있다. 덧붙여 전동기의 명칭에서 게이큐에서 부르는 명칭은 KHM-2100형이다.

대차는 차체 직결 공기 용수철 방식으로 고속 주행시의 승차감 관점에서 건식 고무들이의 원통 안내식 축상자 방식이다. 동력 대차는 'TH-2100 M형', 부수 대차는 'TH-2100 T형'이라고 칭한다. 한층 더 상하 진동을 감소시켜 승차감의 향상을 도모하는 축용수철 댐퍼를 설치하고 있었지만, 후에 철거되었다.
기기의 사진

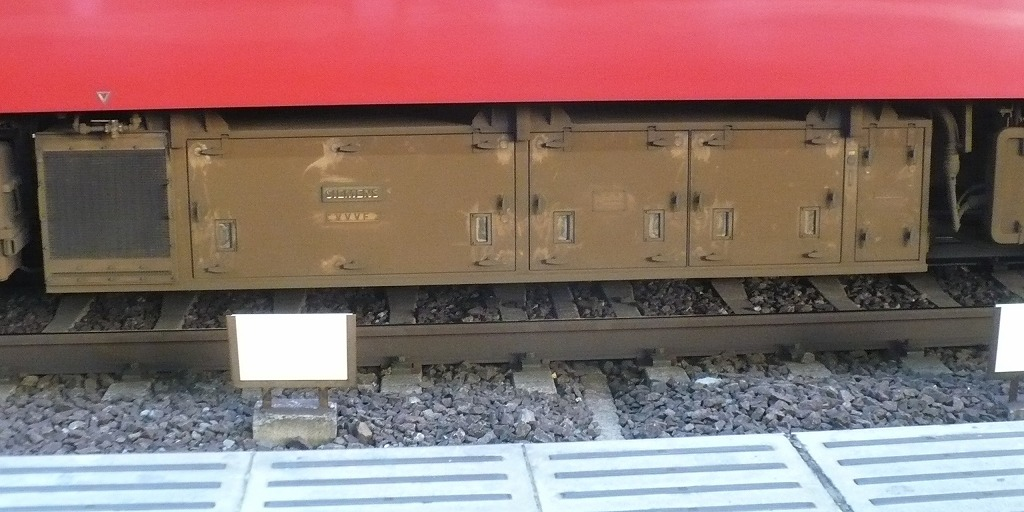
지멘스제의 트랙션 컨테이너(VVVF 인버터 장치)
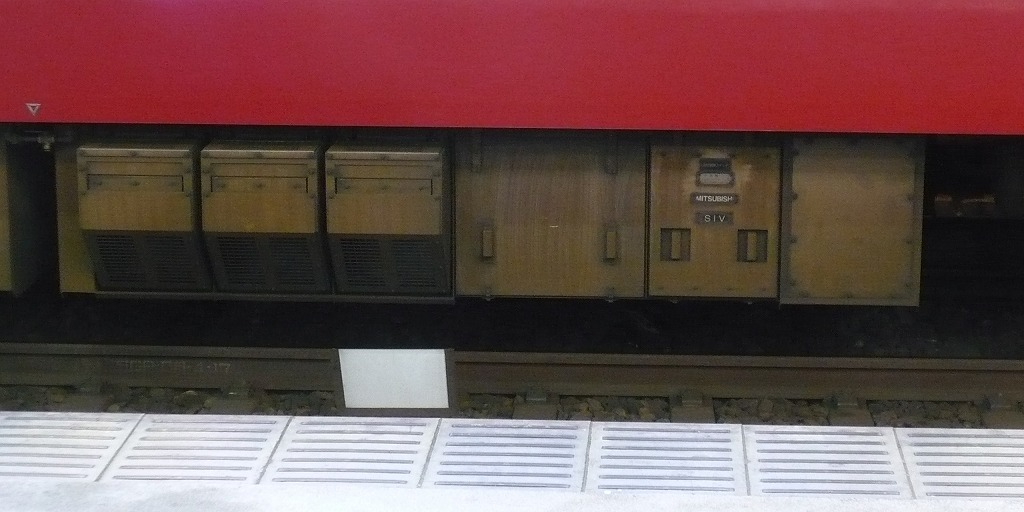
미쓰비시 전기제의 SIV 장치
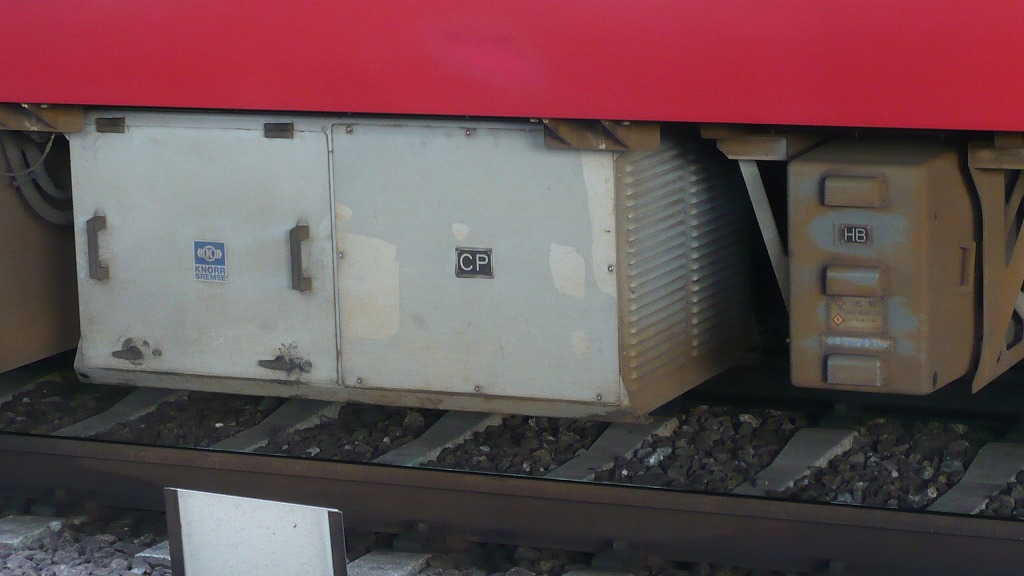
일체형 박스 구성의 스크루식 공기압축기
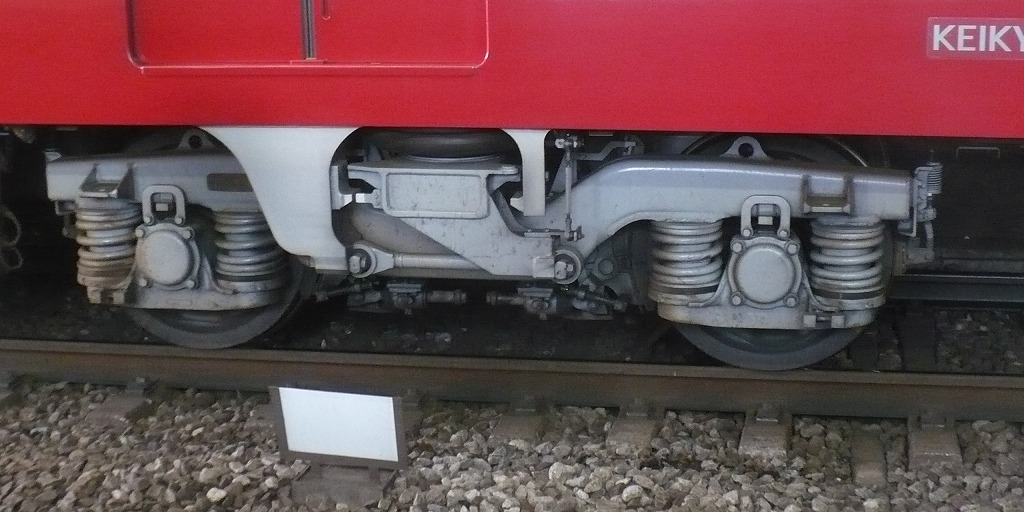
TH-2100M형 동력대차
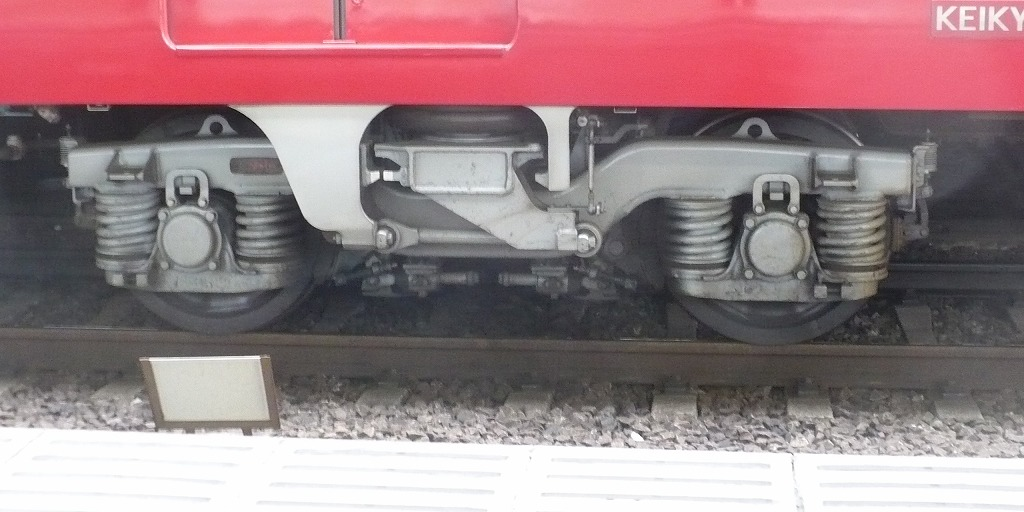
TH-2100T형 부수대차

- 사진의 하부기기는 더러워져 있지만, 본래의 기기색은 밝은 회색이다.

보조 전원 장치에는 IGBT 소자를 사용한 미쓰비시 전기제의 150kVA 출력 정지형 인버터(NC-WAT150C형)로, 본형식보다 차내의 고압 보조 회로 전압을 3상 교류 440V로 향상시켰다.
전동 공기압축기에는 독일 쿠노르브렘제 사의 스크루식(SL-22형, 배출량은 1600L/min)이 채용되어 신1000형(5차 도입분까지)에도 채용되었다. 집전장치는 도요 전기제조의 PT7117-A형 싱글암식을 사용하고 있다.
공조 장치는 미츠비시 전기제의 CU-71G형을 사용하여 출력은 41.8kW(36,000kcal/h)로 하고 있다. 외관에서는 장치의 앞뒤에 FRP제의 곡면 커버를 설치하여 유선형을 강조하였다.
기기 갱신에 대해
본형식에서 채용한 독일·지멘스 사제의 전기품은 외국제의 기기이기 때문에 국산제의 기기와는 사양이 다른 점이 있어 특히 보수면에 있어 불리한 점이 있는 등 문제점이 있었다. 이 때문에 도입에서 약 10년을 거쳐 기기의 갱신 시기를 맞이한 차량부터 차례차례 국산제 기기로의 교체가 개시된다.
새로운 제어장치는 도요 전기제조제의 IGBT 소자를 사용한 2레벨 VVVF 인버터 제어장치(PG 센서리스 벡터 제어·1C4M 제어 방식)를 채용했다. 제어장치는 종래의 주변기기 일체형에서 제어장치 본체, 필터 반응 장치 등이 개별적으로 설치되었다. 주전동기에 대해서도 도요 전기제조제의 1시간 정격 190kW의 삼상 유도 전동기로 교체되었다. 주전동기 설치 치수는 교체전의 주전동기와 동일하고, 구동장치나 대차의 변경은 없다.
- 제어장치 형식: 도요 전기제조제 RG6008-A-M형　1C4M 제어
- 주전동기 형식: 도요 전기제조제 TDK6163-A형 3상 유도 전동기 1시간 정격 190kW

기기 갱신후

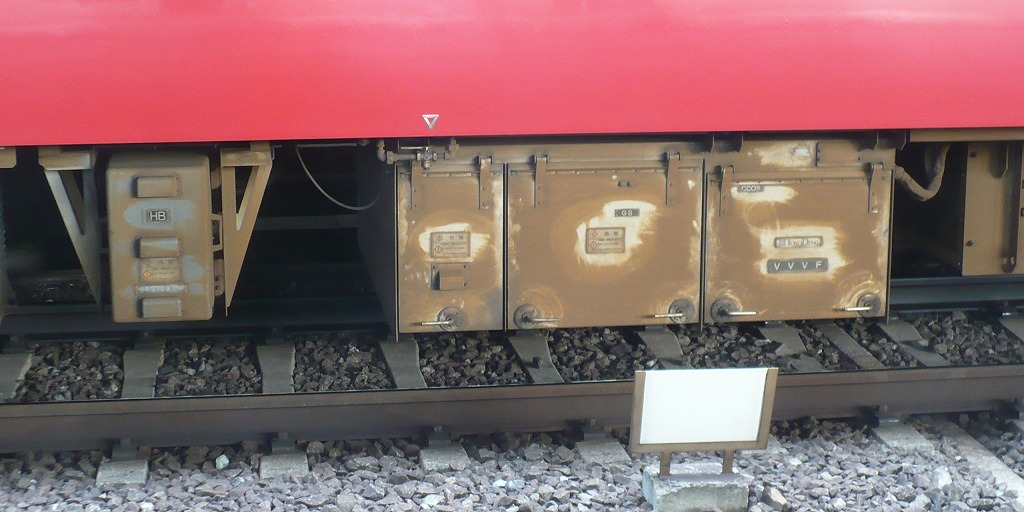
기기 갱신 후의 VVVF 인버터 장치(오른쪽)와 고속도 차단기(HB·왼쪽). 양자 모두 도요 전기제조제.
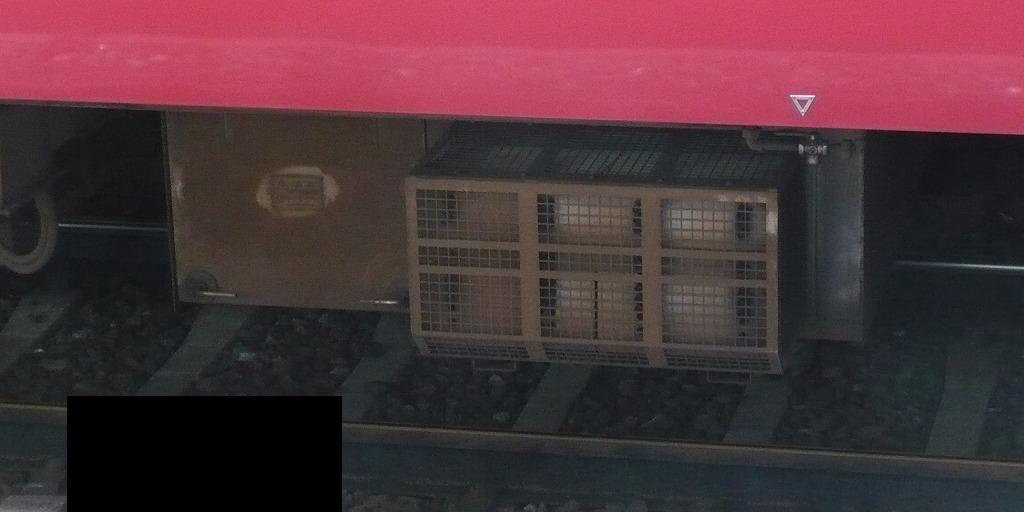
인버터 장치의 해측(소자 냉각 핀)
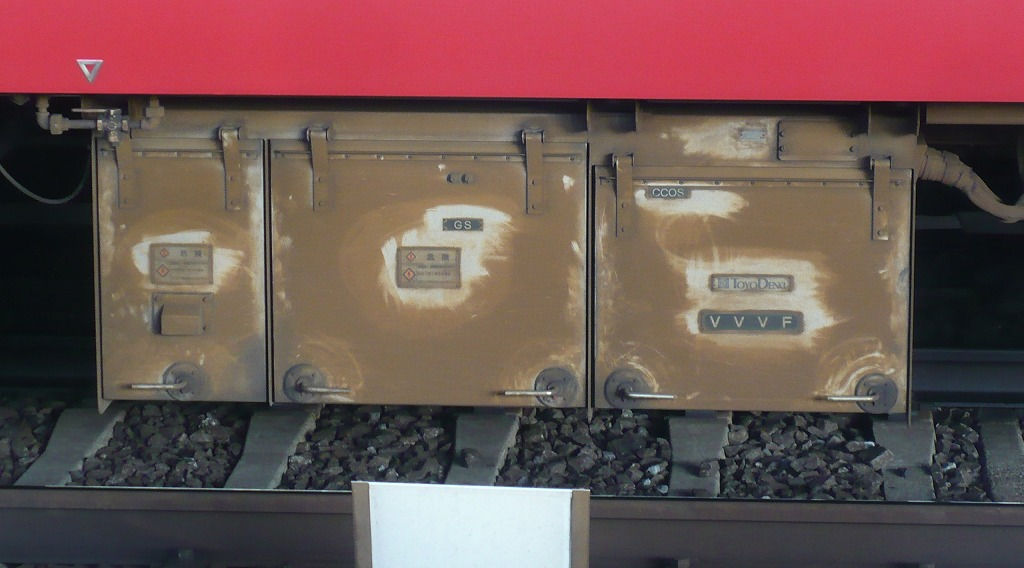
인버터 장치의 산측(게이트 제어부)

이 갱신 공사는 케이큐 파인 텍 구리하마 사업소에서 정기 검사 전에 입장시켜 약 2주간의 공사기간 동안 기기 갱신을 실시하여 그 후 정기 검사를 시공해 출장시키고 있다. 이 때 차내 게시의 제조 스티커는 'Powered by SIEMENS'표기가 없는 것으로 변경되고 있다.
시공 순서는 아래대로.
2165편성은 2008년 12월 13일자로 VVVF 인버터 장치가 IGBT 소자로 교체되었다. 2009년도에는 2101편성·2109편성이교체되었다. 2010년에는 2125편성이 교체되었다.

## 편성 구성
1998년부터 2000년에 걸쳐 4차에 걸쳐서 생산되었다. 모두 4M4T의 8량 편성으로 4량(2M2T)으로 1유닛을 짠다. 각 생산 시기별 차량의 주된 변경점은 아래 그대로이다.
호차는 우라가방향 선두차가 1호차, 시나가와방향 선두차가 8호차이다. 차량 번호는 우라가방향에서 2101 - 2102 - … 2108으로 구성되며 제2편성은 2109 - 2116, 제3편성은 2117 - 2124 로 편성을 통한 연속으로 하고 있다. 또한 각각의 편성은 우라가방향 선두차의 차량 번호를 이용하여 '2101편성' 등이라고 부른다.

### 1차차
1998년 2 - 3월에 완성되었다. 이 2개 편성만 행선막의 글자가 가늘다. 완성시에는 와이퍼 커버 슬릿에 각 선두차의 차량 번호를 표기하고 있었다(예: 2101호차는 '2101'(이)라고 슬릿 표기). 그 후 2차차의 완성 시기에 2차차와 같은 표기 방식으로 변경하였다. 게다가 3차차의 완성에 맞추어 2차차와 함께 3차차에 맞춘 표기 방법으로 변경되었다.
- 2101, 2109편성

### 2차차
1998년 10 - 11월에 완성되었다. 와이퍼 커버의 차량 번호 표기를 형식명 '2100'표시로 변경했다. 이 때문에 차량 번호는 정면 비상문의 백색부아래에 4자리수 표시로 기재되었다. 서체는 600형 등과 같은 '스미환고딕체'였다.(1차 도입도 같은 표기로 변경.)
선두차에 있는 휠체어 스페이스부에 있는 커튼이 생략되고 있었지만, 새롭게 설치했다. 한층 더 나아가 승무원실 배면 칸막이 벽을 측면과 같은 화장판 부착에서 처면과 같은 퍼플계의 화장 시트로 변경했다.
또한 운전석 직후의 좌석에서는 입석승객을 위한 좌석의 보강을 실시하여 난방기구를 숨기는 커버를 설치했는데 전환식 좌석의 창가 주괘위치의 변경 등 섬세한 개량이 실시되었다.
- 2117, 2125, 2133편성

### 3차차
1999년 4 - 5월에 완성되었다. 비상 출입문측의 차량 번호의 표기를 완성등에서 현행 표기로 했다. 정면 비상문에 있던 4자리수의 차량 번호 표기를, 백색부의 아래 2자리수 표시로 변경했다. 서체는 와이퍼 커버의 표기에 맞춘 것이다. 같은시기 1·2차차도 이 사양으로 변경하여 이후의 표준이 되었다.
- 2141, 2149, 2157편성

### 4차차
2000년 10 - 11월에 완성되었다. 급행등을 완성등식에서 차량의 외측으로 했다. 2173편성은 보조 좌석 사용불가 램프의 형상이 변경되고 있다. 섬세한 점에서는 좌석의 주괘를 회색에서 감색으로 변경했다.
- 2165, 2173편성

### 편성시
|            | ← 浦賀・三崎口・新逗子・羽田空港品川・泉岳寺 → | ← 浦賀・三崎口・新逗子・羽田空港品川・泉岳寺 → | ← 浦賀・三崎口・新逗子・羽田空港品川・泉岳寺 → | ← 浦賀・三崎口・新逗子・羽田空港品川・泉岳寺 → | ← 浦賀・三崎口・新逗子・羽田空港品川・泉岳寺 → | ← 浦賀・三崎口・新逗子・羽田空港品川・泉岳寺 → | ← 浦賀・三崎口・新逗子・羽田空港品川・泉岳寺 → | ← 浦賀・三崎口・新逗子・羽田空港品川・泉岳寺 → | 제작사          | 준공일           |
| 형식・차종 | 데하 2100형 (Muc)                              | 사하 2100형 (T)                                | 사하 2100형 (Tp)                               | 데하 2100형 (Mu)                               | 데하 2100형 (Ms)                               | 사하 2100형 (T)                                | 사하 2100형 (Tp)                               | 데하 2100형 (Msc)                              | 제작사          | 준공일           |
| 기기 배치  | VVVF,CP                                        | BT                                             | SIV                                            | VVVF                                           | VVVF                                           | BT                                             | SIV                                            | VVVF,CP                                        | 제작사          | 준공일           |
| 차량 중량  | 33.0t                                          | 24.5t                                          | 26.5t                                          | 30.5t                                          | 30.5t                                          | 24.5t                                          | 26.5t                                          | 33.0t                                          | 제작사          | 준공일           |
| 1차 도입분 | 2101                                           | 2102                                           | 2103                                           | 2104                                           | 2105                                           | 2106                                           | 2107                                           | 2108                                           | 도큐차량        | 1998년 2월 9일   |
| 1차 도입분 | 2109                                           | 2110                                           | 2111                                           | 2112                                           | 2113                                           | 2114                                           | 2115                                           | 2116                                           | 가와사키 중공업 | 1998년 3월 4일   |
| 2차 도입분 | 2117                                           | 2118                                           | 2119                                           | 2120                                           | 2121                                           | 2122                                           | 2123                                           | 2124                                           | 가와사키 중공업 | 1998년 10월 27일 |
| 2차 도입분 | 2125                                           | 2126                                           | 2127                                           | 2128                                           | 2129                                           | 2130                                           | 2131                                           | 2132                                           | 도큐차량        | 1998년 10월 19일 |
| 2차 도입분 | 2133                                           | 2134                                           | 2135                                           | 2136                                           | 2137                                           | 2138                                           | 2139                                           | 2140                                           | 도큐차량        | 1998년 11월 2일  |
| 3차 도입분 | 2141                                           | 2142                                           | 2143                                           | 2144                                           | 2145                                           | 2146                                           | 2147                                           | 2148                                           | 도큐차량        | 1999년 4월 19일  |
| 3차 도입분 | 2149                                           | 2150                                           | 2151                                           | 2152                                           | 2153                                           | 2154                                           | 2155                                           | 2156                                           | 도큐차량        | 1999년 5월 17일  |
| 3차 도입분 | 2157                                           | 2158                                           | 2159                                           | 2160                                           | 2161                                           | 2162                                           | 2163                                           | 2164                                           | 가와사키 중공업 | 1999년 5월 21일  |
| 4차 도입분 | 2165                                           | 2166                                           | 2167                                           | 2168                                           | 2169                                           | 2170                                           | 2171                                           | 2172                                           | 가와사키 중공업 | 2000년 11월 8일  |
| 4차 도입분 | 2173                                           | 2174                                           | 2175                                           | 2176                                           | 2177                                           | 2178                                           | 2179                                           | 2180                                           | 도큐차량        | 2000년 10월 30일 |

범례
- VVVF: 주제어기(1C4M)
- SIV: 보조 전원 장치(정지형 인버터）
- CP: 공기압축기
- BT: 축전지

비고
- 팬터그래프는 Tp차에 2대 탑재한다.

## 운용
원칙적으로 자사 구간내 쾌특으로서 센가쿠지·시나가와 - 게이큐 구리하마·미사키구치간을 운행하고, 평일 야간에는 '게이큐 윙호'로 운행한다. 또한 아침은 특급에도 사용되는 것 외에 이른 아침 1왕복만 하네다 공항으로의 직결 운행 및 에어포트 급행으로서의 운용이 있다. 입석 정원이 적고 승하차에 시간이 걸리기 때문에 여성 전용 차량이 설정되는 아침 첨두시 최혼잡 시간대의 상행 열차로는 운용되지 않는다.
당초는 에어포트 쾌특에 투입할 계획이 있었기 때문에 선두차는 지하철 직결 운행에 필요한 비상용 관통문을 탑재하지만, 2도어 크로스시트인 구조로 도쿄도 교통국이나 게이세이 전철이 직통운행을 인정하지 않기 때문에 자사구간 내에서만 운행되고 있다. 이 때문에 8량 12편성 96량의 제조 계획에 대해 10편성 80량이 완성되고, 차량의 증비는 신1000형으로 변경되어 2100형의 제조는 2000년에 종료되었다.
그러나 600형(2대)에서부터의 역대 쾌특전용차로는 처음으로 비상용 관통문이 장비된 것으로 2000형까지는 불가능했던 쾌특전용차의 센가쿠지로의 운행구간 연장을 실현하여 아사쿠사 선 열차와의 접속 개선에 연결되었다. 다만 10편성 밖에 없는 것, 차량의 정기 점검시에는 운용 가능한 편성이 부족하게 되는 경우가 있어 그 경우 3도어의 1500형·600형· 신1000형이 대타로 운용된다. 이 때 정차역에서 해당 열차가 도착할 때는 안내 방송으로 '오늘에 한정하여 각 차량 3도어로 갑니다.'라고 보충되는 경우가 있다.

## 이벤트·랩핑 열차
본형식은 이벤트 열차·랩핑 열차로서의 사용이 많다. 지금까지 운행된 것은 아래 그대로이다.
- 2001년 1월 1일 경사 열차 '신세기 첫날호'.
- 2001년 7월 20일 요코스카시에 있는 'hide MUSEUM'(현재는 폐관)의 개업 1주년을 기념하고, 시나가와에서 시오리까지 'hide 박물관호'를 운행.
- 2001년 7월 28일 같은해 7월 20일부터 9월 2일까지 개최된 '디지몬 스탬프 랠리'에 맞추어 '게이큐 부모와 자식 디지몬 트레인'이라고 하는 대절 열차를 운행.
- 2001년 9월 22일 - 10월 31일 소니 컴퓨터 엔터테인먼트 제작의 게임 소프트 '토로와 휴일'과의 정체 기획 '미사키 1일 프리 티켓 캠페인'의 실시에 맞춰 '토로호'를 운행.
- 2004년 7월 17일 - 8월 31일 월트 디즈니 컴퍼니의 애니메이션 영화 '니모를 찾아서'와의 정체 기획으로 '니모를 찾아서 랩핑 전차'를 운행했다. 랲핑은 DVD·비디오 소프트 발매의 PR로, 1호차로부터 8호차까지 '니모를 찾아서'의 이야기를 읽을 수 있는 장치가 되고 있었다. 또한 3·5호차에서는 홍보 영상도 방송되었다.
- 2005년 6월 하순 - 7월 14일 'KEIKYU BLUE SKY TRAIN'에서 사전에 모집한 신1000형 '하네다 제2터미널 PR전철'이라는 600형 'KEIKYU BLUE SKY TRAIN'의 사진이나 회화를 차내에서 전시하였다.
- 2005년 11월 하순 - 2006년 1월 'KEIKYU BLUE SKY TRAIN'은 600형과 같이 무지개 랩핑을 붙여 '레인보우 트레인'으로 운행하였다. 자세한 것은 600형을 참조.
- 2006년 7월 17일 - 8월 20일 경 닛산 자동차, 요코하마 F·마리노스와 다이앗부시, 'BLUE SKY TRAIN NISSAN/F·MARINOS호'를 운행하였다. 차체에 닛산의 회사명 로고나 요코하마 F·마리노스 소속 선수의 사진등이 랩핑 되었다.'게이큐선 요코하마역 신승강장 완성' '2009년 닛산 본사의 미나토미라이 이전을 중심으로 한 닛산 가나가와 프로젝트' 'J리그에서의 요코하마 F·마리노스의 활약 기원' 등 요코하마시의 PR를 목적으로 하고 있었다.
- 2006년 12월 8일경 - 2007년 1월 중순 2109 편성이 2006년 12월 16일 - 2007년 1월 14일(설날은 제외하다)에 개최된 '다마고치 스탬프 랠리'에 맞춰 측면에 「알」의 캐릭터가 그려진 랩핑 전동차로 운행되었다.
- 2007년 4월 9일 2133편성이 요코스카시 시별 100주년 기념 랩핑 전동차로 운행되고 있다. 측면 중앙의 창하에는 '요코스카를 좋아해!'(와) 대서 되어 승객용 출입문옆에는 요코스카시의 명소를 이미지 한 랩핑이 첨부 되고 있다.
- 2009년 8월 24일 '케이큐 온 페어'개최에 맞춰 2133편성이 '아키타 고마치'장려 품종 채용 25주년 기념 랩핑 전동차가 되었다.
- 2009년에는 2109편성에 '2016년 도쿄 올림픽 유치'랩핑이 실시되었다.
- 2010년 3월부터 2109 편성으로 운행될 예정이었으며 '하네다 공항 국제 터미널'랩핑 전동차는 같은 해 3월 27일에 '국제 터미널역'(당시의 가칭, 같은 해 5월 14일 하네다 공항 국제선 터미널역으로 정식 결정)에서 발생한 화재에 의해 중지되었지만, 같은 해 5월 16일부터 운행을 개시하였다[16].